# レールトラック
レールトラック（英語: Railtrack）は、設立された1994年4月から2002年までの間、イギリスの鉄道網のほとんどの線路、信号機、トンネル、橋、踏切、鉄道駅を所有してきた企業グループである。レールトラックはロンドン証券取引所に上場し、FTSE100種総合株価指数の構成銘柄でもあったが、2002年10月3日、鉄道網の所有者であったレールトラックPLCは親会社のレールトラック・グループplcによって配当を目的としない保証有限責任会社であるネットワーク・レールへ売却され、後にネットワーク・レール・インフラストラクチャーへ改称された。
レールトラック・グループplcはRTグループへ改称し、現在任意解散の手続き中で2008年中の株主への最終清算支払い完了まで存続する。

## 概要
レールトラックはイギリス国鉄の民営化によって設立された。イギリスの鉄道網のインフラストラクチャーを所有し、列車運行会社に対して線路を貸し出して線路使用料を受け取り、線路の保線作業などの請負会社に対してメンテナンス作業を発注することを主な業務としていた。費用を削減して政府から受け取る補助金を次第に削減し、最終的には利益を出す会社となることを目指し、株式上場も行った。しかし鉄道を過度に機能ごとに細分化してしまい、会社間の複雑な契約関係や連携不足を生じ、さらにレールトラック自身に技術的なことを把握できる人間がいなかったことから、事故の多発と鉄道網の大混乱を招く結果となり、最終的に会社は破綻することになった。イギリスの鉄道網はより公的管理を強めたネットワーク・レールに引き継がれて、レールトラックは清算されることになった。

## 歴史

### 設立

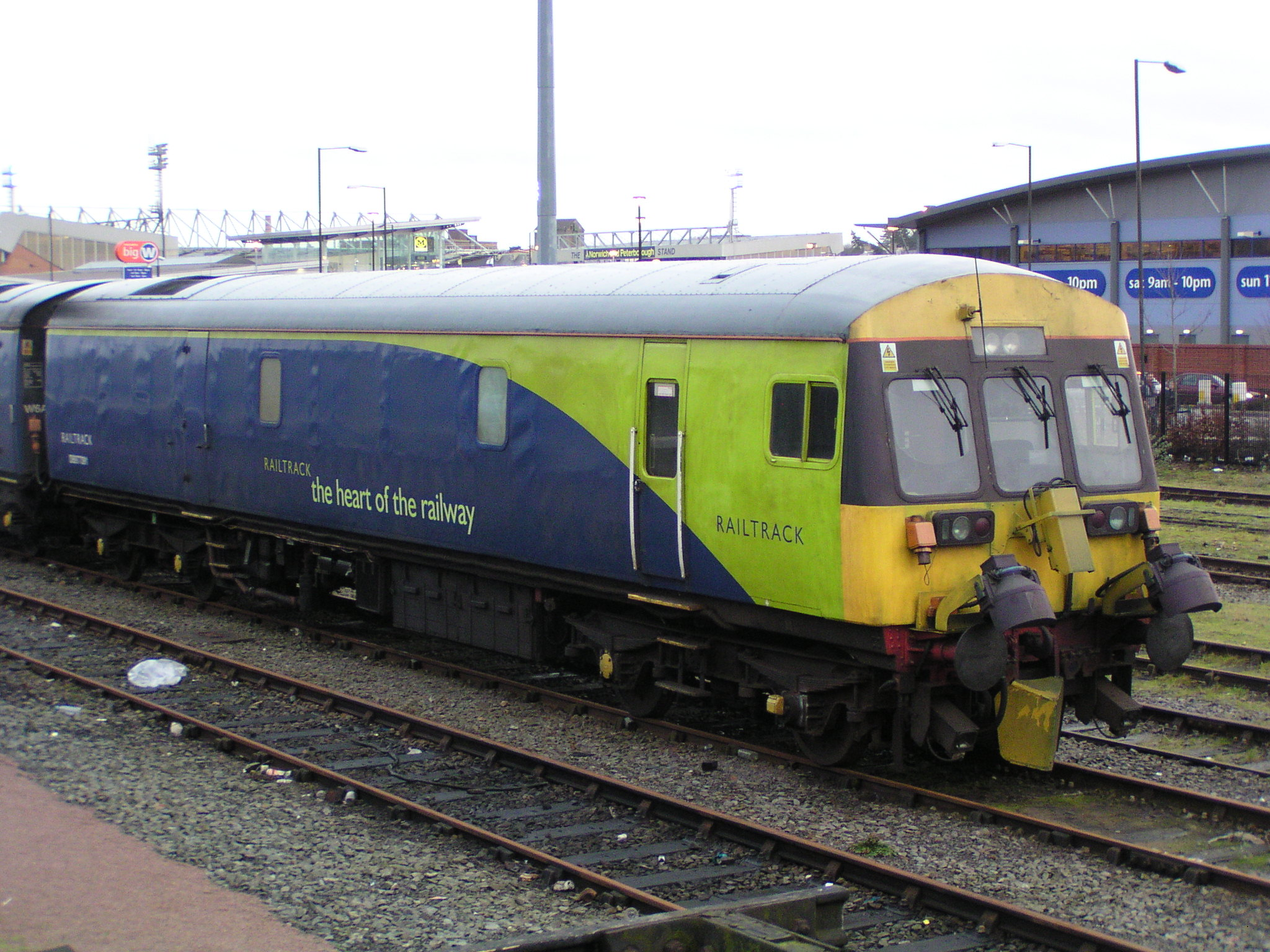
レールトラックの保線用車両

保守党政権時のイギリス国鉄民営化の法律により設立され、レールトラックは1994年4月1日から鉄道網のインフラストラクチャーの管理を担当し、1996年6月に株式上場した。
1997年のサウスオール事故、1999年のラッドブルック・グローブ列車衝突事故という2つの致命的な事故により、鉄道を機能別に分割したことが安全や保守作業に与えた影響について疑念が呈されるようになった。
1999年2月、社債発行を行いそのため株価はかなり下落した。
レールトラックは、その鉄道網を改善する業績と安全実績の両面で厳しく批判された。その設立から1998年末まで、レールトラックに対して改善の確約をさせる方針を採った初代の鉄道規制官 (Rail Regulator) のジョン・スウィフト (John Swift) 法廷弁護士と比較的良好な関係を築いていた。しかし批判では、鉄道規制官は十分強力ではなく、結果として会社がその独占的地位を乱用したとされている。特にその顧客である旅客・貨物列車運行事業者は、レールトラックの鉄道網管理責任を改善させ線路の改良を進めさせるために会社に対して法的強制措置を取ろうと必死であった。スウィフトは1993年に保守党の運輸大臣ジョン・マグレガー (John MacGregor) によって指名された。1997年5月の総選挙で労働党が政権を取って、新しい運輸大臣（副首相兼任）のジョン・プレスコットはかなり厳しい路線をとった。スウィフトの5年の任期が1998年11月30日に切れると、彼は再指名されなかった。スウィフトの主任経済アドバイザーで有能な代理であったクリス・ボルト (Chris Bolt) が、1999年7月に新しい鉄道規制官が着任するまで一時的に鉄道規制官の地位を務め、その後新任の規制官の5年の任期が始まり、かなり厳しい規制の時代が始まった。
新しい鉄道規制官トム・ウィンザー (Tom Winsor) は1993年から1995年までスウィフトの相談役であり、より干渉して積極的に規制するアプローチを採用した。レールトラックはその業績を改善する圧力に抵抗して、この時期関係は荒れたものとなった。2000年4月にはガーディアン紙で「レールトラックは鉄道規制官に対して意図的に反抗する文化がある」と報告されている。当時のレールトラックの社長ジェラルド・コーベット (Gerald Corbett) とウィンザーは明らかに互いにとても異なるものの見方をしていた。レールトラックは業績を改善する法的な措置に対して抵抗し、そして鉄道規制官はより深く検査を行ったため会社の鉄道網の管理に重要な欠点があることが明らかにされた。
2000年10月17日に起きたハットフィールド脱線事故は、レールトラックの崩壊が決定付けられた瞬間であった。これに続いてイギリス中の鉄道網で実施された大きな修繕作業はおよそ5億8000万ポンドを必要としたと見積もられている。クリスティアン・ウルマー（Christian Wolmar、『折れたレール』(Broken Rail)やOn the Wrong Lineなどのイギリス国鉄民営化の問題を指摘した本を著したジャーナリスト）によれば、レールトラックの経営陣はこの事故の余波でパニックになっていたという。イギリスの鉄道における工学的な技術の多くは保守・更新会社に分割されてしまっていたため、レールトラックにはこれからどれくらいハットフィールドのような事故が発生する恐れがあるのか分からず、またレールトラックが命じた速度制限の結果がどうなるのかを見積もることもできなかった。この制限により鉄道網はほとんど行き詰ってしまった。
この大きな問題に取り組み解決する会社の能力に深刻な欠点があることが明らかになって、法的な規制や顧客からの圧力は強まり、会社の株価は急速に下がり始めた。

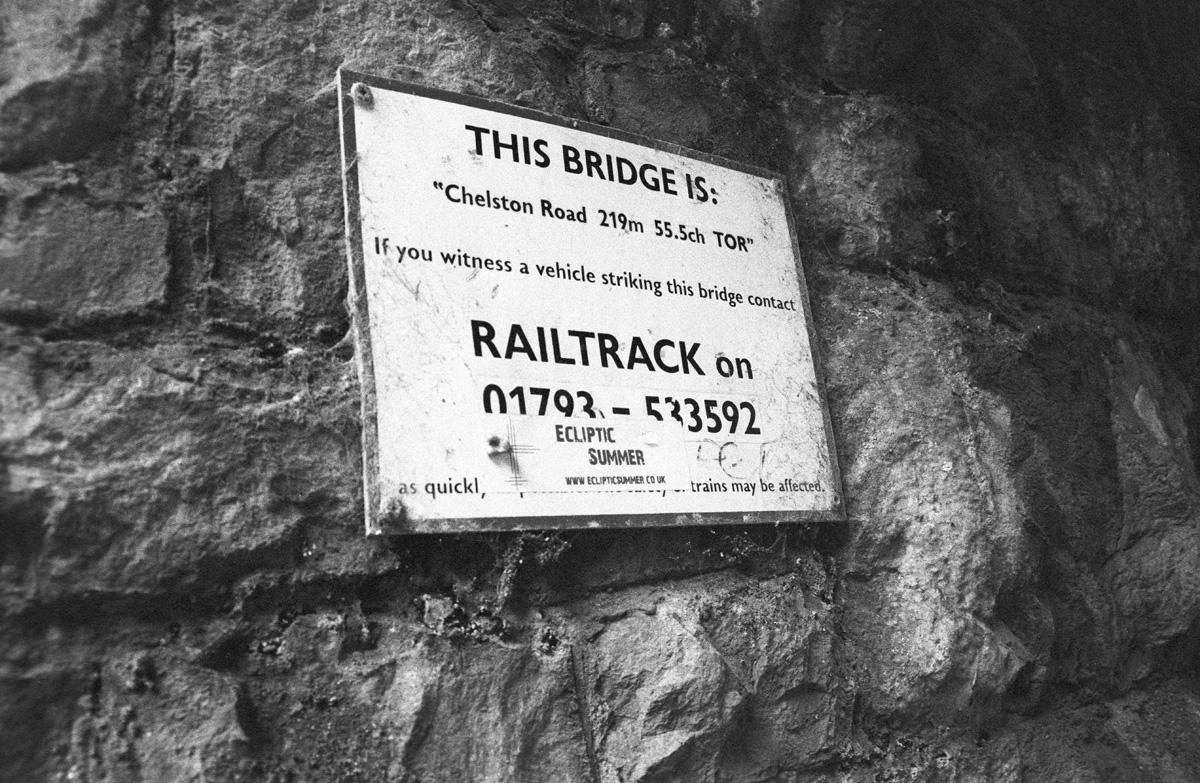
レールトラックによって保守されている橋を示す標識

この間に、ウェスト・コースト本線を近代化する費用は急上昇しており、他の債務ともあいまって、レールトラックは黒字から5億3400万ポンドの赤字に転落し、政府に出資の依頼をすることになる一方で、株主に対しては1億3700万ポンドの配当を2001年5月に支払い、後に問題になった。

### 財産管理
レールトラックplcは、当時の運輸大臣ステファン・バイヤーズによる高等裁判所への申し立てにより、2001年10月7日に1993年鉄道法に基づく財産管理下に置かれた。これは、運営者の経済的な問題に関わらず鉄道網の運行続行を可能にする特殊なタイプの財産管理である。親会社のレールトラック・グループplcは財産管理下にはおかれず、他の資産や信号通信事業の子会社の運営を続行した。
財産管理期間中の多くを通じて、政府の立場は新しい会社は既存の法的な支払い（2001年から2006年までの5年間で148億ポンド）の中で存続すべきというものであった。しかしながらそれはすぐに不可能であることが明らかとなり、ハットフィールド脱線事故の結果として鉄道網は著しく多くの資金を運営・保守・更新に必要とすることが明らかとなった。2001年11月23日、イギリスの鉄道網を運営し続けるために35億ポンドがさらに必要であると発表されたが、管財人のアーンスト・アンド・ヤングはこの額に反論した。
レールトラックを財産管理から脱出させるために、政府は再び高等裁判所へ申し立てを行い、会社はもう破産した状態ではないという証拠を示す必要があった。政府によって裁判所に提出されたこの主張の主な理由は、鉄道規制官が2002年9月22日に発表した追加の大規模資金拠出の可能性を持って会社の財務の中間査察を実施するという決定であった。高等裁判所はこのため会社は破綻していないという主張を受け入れ、鉄道の財産管理命令は2002年10月2日に撤回された。

### 資産のネットワーク・レールへの移管
ネットワーク・レールはレールトラックplcを取得して所有することを主な目的として設立された。もともと政府は民間企業がレールトラックplcに対して入札することを認めていた。しかしながらレールトラックに関する財務データが限られたものであったこと、会社を保持しようという政治的な示唆、イギリスの鉄道網をネットワーク・レールが握るべきという政府のとても明確な態度から、ネットワーク・レール以外の入札者は現れず、ネットワーク・レールが2002年10月3日にレールトラックplcを買収した。
ネットワーク・レールによるレールトラックplcの買収は、当時のイギリスの鉄道旅客を代表するグループに歓迎された。レールトラックの顧客である旅客・貨物鉄道事業者の態度はより慎重で、特に会社の新しい経営陣が舵取りに失敗した場合でも株主の資産がリスクにさらされないような会社の構造について心配した。

### 清算
レールトラックの親会社であるレールトラック・グループは、2002年10月18日にRTグループとなって任意解散に入った。レールトラックの事業と70億ポンドの債務はネットワーク・レールに5億ポンドで売却され、また鉄道を運営するという損失を出す事業から自身を守るために始めた多角化した多数の事業は多くの買い手に対して処分された。会社が財産管理下に入った時点でレールトラック・グループが保有していた3億7000万ポンドは凍結され、レールトラックの株主に1株当たり70ペンスの補償を行うために残された。一部建設が進んでいたCTRLに関するグループの権利もまた2億9500万ポンドで売却された。

## 補償

### 訴訟
レールトラックの株主は2つのグループを作って、補償の増加を求めて圧力を掛けた。そのうち1つのグループの弁護士は、テレビ局のGMTVに出演して、保守党のジョン・メージャー政権時代にレールトラックが設立された時点で、不正確で誤解を招く情報が提供されたということで政府を訴えるのが彼の戦略であると述べた。補償を増やして1株あたり262ペンスにするという提案により、大きい方の株主グループであるレールトラック・アクション・グループは法的措置を撤回することになった。議長のウスマン・マームド (Usman Mahmud) は、経営陣と多数の株主の支援なしには法的措置で成功する見込みはないと考えた。
レールトラックを財産管理下に置いたということの合法性が小さい方の株主グループであるレールトラック個人株主アクショングループによって問われた。グループの政府に対する訴訟では、当時の運輸大臣ステファン・バイヤーズはレールトラックへの出資の削減を決めて、高等裁判所に財産管理の置くよう申し立てたことで、コモン・ローにおける不法行為である公職の失当行為 (Misfeasance in public office) であるとした。
この件はイングランドにおいて史上最大の集団訴訟となり、レールトラックの小規模な株主49,500人が原告となった。株主側弁護士のケイス・ローリー (Keith Rowley) は、バイヤーズが「補償を行わず議会の承認無く会社に関する株主の価値を損ねることで、レールトラック・グループの株主に損失を与えることを意図する枠組みを考案した」とした。
2005年7月にロンドンの高等裁判所で審問が開かれた。バイヤーズが庶民院の特別委員会で行った答弁が不正確なものであったことを認めてきまりの悪い思いをすることになったが、2005年10月14日の判決ではバイヤーズが公職の失当行為を行った証拠は無いとした。
株主たちは、法的根拠が無いためこれに対して上訴しないことを決断した。1人平均50ポンドを訴訟のための資金に拠出した株主たちの多数にとってこの訴訟は目的を達した。
レールトラックが財産管理に置かれた状況はかなり論争があり、2005年10月24日の議会における主張では、財産管理に置かれた時点では会社は破産状態ではなく、財産管理の命令は不法に得られたものであるとしている。これは当時の独立鉄道規制官のトム・ウィンザーの、会社の財務状態を維持するために追加の資金を供給する権限を理由としている。その当時の影の運輸大臣アラン・ダンカン (Alan Duncan) は議会で、高等裁判所での訴訟でも取り扱われなかったこの問題のこうした側面は、「おそらく政府の誠実さにとってもっとも恥ずべき傷跡」「完全なスキャンダル」であるとしている。
バイヤーズは庶民院で2005年10月17日に「事実上不正確な」答弁を特別委員会に対して行ったことに対して謝罪したが、しかし彼は委員会を誤解させようと意図したわけではないと述べた。この議会に対する主張は当初の質問を行った議員には受け入れられず、この問題は庶民院倫理基準特権委員会 (Standards and Priviledges Committee) に調査のために付託された。委員会の報告の結果として、バイヤーズは議会に対してさらに謝罪の声明を行った。

### 株主に対する支払い
任意清算されるRTグループは会社業務を清算する過程で株主に対して数回の支払いを行った。
| 期日       | 1株あたり支払額 |
| ---------- | --------------- |
| 2003年12月 | 200ペンス       |
| 2004年8月  | 43ペンス        |
| 2004年12月 | 9ペンス         |
| 2005年12月 | 8.5ペンス       |

2008年にも1株当たり1ペニーの支払いが行われる。

## レールトラック取締役
ジェラルド・コーベット (Gerald Corbett) が1997年から2000年に辞任するまで会社の最高経営責任者であった。その後スティーブ・マーシャル (Steve Marshall) が引き継いだが、会社が財産管理下に置かれた後に辞任した。
ジオフリー・ホー (Geoffrey Howe) が2002年に株主に対する補償を請求するための議長に選任された。彼は政府が1株当たり262ペンスを提示した数ヶ月のちに辞任した。